# Мерец
Мерец (на иврит: מרצ, „Енергия“) е лява социалдемократическа политическа партия в Израел. Председател на партията е Захава Гальон.
Основана е през 1992 година като коалиция на партиите Рац, Мапам и Шинуи, която по-късно се преобразува в партия. Основната цел на партията е съвместната дейност на евреи и араби. Основни приоритети на партията са човешките права, равенството на араби и евреи, социалната справедливост и ценностите на умерения ционизъм.
Мерец участва в левите правителства през 1992-1996 и 1999-2001 година. На парламентарните избори през 2013 година получава 4,5% от гласовете и 6 от 120 места в Кнесета, а през 2015 година – 3,9% от гласовете и 5 от 120 места в Кнесета.